# Karl Otfried Müller

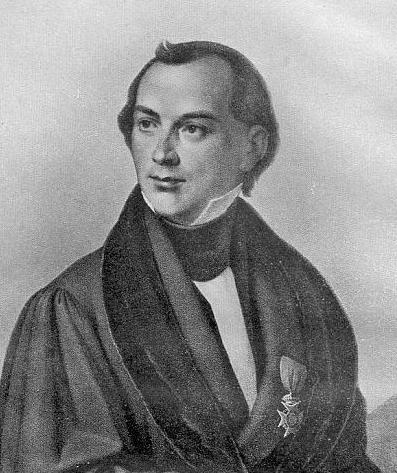
Karl Otfried Müller in einem zeitgenössischen Portrait

Karl Otfried Müller (nasceu em Brieg, Silésia, 28 de Agosto de 1797 – Atenas, Grécia 1 de Agosto de 1840), foi um erudito alemão e filodoriano, ou admirador da antiga Esparta, que introduziu o estudo moderno de mitologia grega.

## Biografia
Seus irmãos se chamavam Julius Müller (1801-1878), que foi um teólogo protestante e Eduard Müller (1804-1875), que foi um filólogo e também teólogo alemão.
Nasceu na cidade de Brieg na Silésia, cresceu na atmosfera do protestantismo e foi educado parcialmente em Breslau e parcialmente em Berlin. Nesta cidade ele recebeu incentivo para o estudo da literatura, arte e história da Grécia, sob influência do erudito clássico e antiquariano Philipp August Böckh (1785-1867). Em 1817, depois da publicação da sua primeira obra, Aegineticorum liber, que fala sobre Egina, uma das Ilhas Sarônicas da Grécia, ele recebeu uma nomeação para o Colégio Maria Madalena em Breslau, e em 1819 tornou-se professor adjunto de literatura antiga da Universidade de Göttingen, onde deu aulas de arqueologia e história de arte antiga. Aprofundou seus estudos sobre arte grega viajando no verão de 1822 para a Holanda, Inglaterra e França.
A situação de Müller em Göttingen ficou difícil em razão dos problemas políticos que se seguiram com a ascensão de Ernest Augustus I de Hanover no ano de 1837, tendo ele solicitado permissão para viajar, e deixado a Alemanha em 1839. No mês de Abril do ano seguinte chegou à Grécia, tendo passado o inverno na Itália. Ele estudou os destroços da antiga Atenas, visitou inúmeros lugares em Peloponeso, e finalmente foi a Delphi, onde iniciou as escavações. Foi atacado por uma febre intermitente, da qual ele acabou morrendo em Atenas.

## Obras
As suas obras históricas mais importantes foram Geschichten hellenischen Stämme und Städte: Orchomenos und die Minyer (Histórias sobre tribos e cidades da Grécia, Orcómeno e os Minianos, 1820) e Die Dorier (Os Dórios, 1824), incluindo o ensaio Über die Makedonier, sobre os assentamentos, origem e a história de fundação dos Macedônios. Introduziu novos padrões de precisão na cartografia da Grécia antiga. Em 1828 publicou Die Etrusker (Os Etruscos), que é um tratado sobre as antiguidades da civilização etrusca.
A sua obra Prolegomena zu einer wissenschaftlichen Mythologie (Prolegômenos sobre uma Mitologia Científica, 1825), na qual ele evitou os pontos de vista do filólogo e arqueólogo Georg Friedrich Creuzer (1771-1858) e do erudito clássico Christian August Lobeck (1781-1860), preparando o caminho para a investigação científica dos mitos. Trabalhando sem os benefícios do entendimento moderno da psicologia, construiu as perspectivas da "ideia interna" do mito e apresentou as técnicas para determinação da idade de um mito a partir de suas descrições em fontes literárias e também escreveu um capítulo notável sobre como separar o mito das modificações dos poetas e escritores de prosa, e também fez uma análise das relações que Homero e Hesíodo deram  as suas tradições, tudo isto antes das contribuições oferecidas pelas arqueologia moderna, da análise filológica, ou da compreensão da transmissão oral de um mito, o que se constitui uma notável conquista.
O estudo sobre a arte antiga foi proposto em seu Handbuch der Archäologie der Kunst (Compêndio de Arqueologia da Arte, 1830) (cuja obra foi traduzida para o inglês por J. Leitch, em 1847), e Denkmäler der alten Kunst (Monumentos de Arte Clássica, 1832), obra que ele assinou em colaboração com o pintor e historiador de arte Carl Oesterley (1805-1891).
Em 1841 foi lançada a sua obra póstuma Geschichte der griechischen Literatür (História da Literatura Grega), que foi traduzida para o inglês como History of the Literature of Ancient Greece e tendo sido publicada em Londres no ano anterior: os capítulos i.-xxii. foram traduzidos por Sir George Cornewall Lewis; capítulos xxiii.-xxxvi. por J. W. Donaldson, que desenvolveu a obra até a tomada de Constantinopla pelo Império Otomano,  a qual permaneceu como um de seus melhores livros sobre o assunto durante muitos anos. Müller publicou também uma tradução admirável sobre As Eumênides de Ésquilo com ensaios introdutórios (1833), e novas edições de Varrão (1833) e Festo (1839).